# Појнт Марион (Пенсилванија)
Појнт Марион (енгл. Point Marion) град је у америчкој савезној држави Пенсилванија.

## Демографија
По попису из 2010. године број становника је 1.159, што је 174 (-13,1%) становника мање него 2000. године.
| Група             | 2000.         | 2010.         |
| Белци             | 1.315 (98,6%) | 1.131 (97,6%) |
| Афроамериканци    | 0 (0,0%)      | 7 (0,6%)      |
| Азијати           | 0 (0,0%)      | 1 (0,1%)      |
| Хиспаноамериканци | 8 (0,6%)      | 12 (1,0%)     |
| Укупно            | 1.333         | 1.159         |